# Monoon lateriflorum
Monoon lateriflorum là loài thực vật có hoa thuộc họ Na. Loài này được Carl Ludwig Blume mô tả khoa học đầu tiên năm 1825 dưới danh pháp Guatteria lateriflora. Năm 1865, Friedrich Anton Wilhelm Miquel chuyển nó sang chi Monoon. Năm 1874, Wilhelm Sulpiz Kurz chuyển nó sang chi Polyalthia, và nó được đặt tại chi này đến năm 2012, khi Bine Xue et al. phục hồi chi Monoon và chuyển nó sang chi này.